# Joegoslavië op de Olympische Winterspelen 1984
Tijdens de Olympische Winterspelen van 1984, die in Sarajevo werden gehouden, nam het gastland, Joegoslavië, voor de twaalfde keer deel.

## Medailleoverzicht
| Sport       | Olympiër    | Discipline       | Medaille |
| ----------- | ----------- | ---------------- | -------- |
| Alpineskiën | Jure Franko | reuzenslalom (m) | Zilver   |

## Deelnemers en resultaten

### Alpineskiën
| Olympiër         | Discipline       | Resultaat | Prestatie                       |
| ---------------- | ---------------- | --------- | ------------------------------- |
| Grega Benedik    | reuzenslalom (m) | dnf-1     | opgave run 1                    |
| Tomaž Cerkovnik  | slalom (m)       | 11e       | 1.42,97 (+3,56) 53,39+49,58     |
| Jure Franko      | reuzenslalom (m) | Zilver    | 2.41,41 (+0,23) 1.21,15+1.20,26 |
| Jure Franko      | slalom (m)       | dnf-1     | opgave run 1                    |
| Tomaž Jemc       | afdaling (m)     | 30e       | 1.49,68 (+4,09)                 |
| Bojan Križaj     | reuzenslalom (m) | 9e        | 2.43,48 (+2,30) 1.22,18+1.21,30 |
| Bojan Križaj     | slalom (m)       | 7e        | 1.41,51 (+2,10) 52,98+48,53     |
| Jože Kuralt      | slalom (m)       | 13e       | 1.44,85 (+5,44) 53,52+51,33     |
| Janež Pleteršek  | afdaling (m)     | 27e       | 1.48,97 (+3,38)                 |
| Boris Strel      | reuzenslalom (m) | 5e        | 2.42,36 (+1,18) 1.21,23+1.21,13 |
|                  |                  |           |                                 |
| Andrea Leskovšek | reuzenslalom (v) | 16e       | 2.24,61 (+3,63) 1.11,20+1.13,41 |
| Andrea Leskovšek | slalom (v)       | dq-2      | diskwalificatie run 2           |
| Veronika Šarec   | reuzenslalom (v) | 20e       | 2.25,01 (+4,03) 1.11,71+1.13,30 |
| Mateja Svet      | reuzenslalom (v) | 23e       | 2.26,22 (+5,24) 1.11,88+1.14,34 |
| Mateja Svet      | slalom (v)       | 15e       | 1.40,85 (+4,38) 51,12+49,73     |
| Nuša Tome        | reuzenslalom (v) | 22e       | 2.25,21 (+4,23) 1.12,18+1.13,03 |
| Nuša Tome        | slalom (v)       | dnf-2     | opgave run 2                    |
| Anja Zavadlav    | slalom (v)       | dnf-1     | opgave run 1                    |

### Biatlon
| Olympiër                                               | Discipline             | Resultaat | Prestatie                                                                                        |
| ------------------------------------------------------ | ---------------------- | --------- | ------------------------------------------------------------------------------------------------ |
| Andrej Lanišek                                         | 10 km (m)              | 49e       | 36.16,0 (+5.22,2) pen.: 5 (1 / 4)                                                                |
| Andrej Lanišek                                         | 20 km (m)              | 41e       | 1:24.23,1 (+12.30,4) pen.: 6 (0 / 4 / 0 / 2)                                                     |
| Tomislav Lopatić                                       | 10 km (m)              | 57e       | 40.18,2 (+9.24,4) pen.: 9 (5 / 4)                                                                |
| Jure Velepec                                           | 20 km (m)              | 48e       | 1:27.05,8 (+15.13,1) pen.: 6 (3 / 1 / 1 / 1)                                                     |
| Marjan Vidmar                                          | 10 km (m)              | 54e       | 37.08,1 (+6.14,3) pen.: 3 (2 / 1)                                                                |
| Marjan Vidmar                                          | 20 km (m)              | 46e       | 1:26.32,1 (+14.39,4) pen.: 8 (2 / 3 / 2 / 1)                                                     |
| Andrej Lanišek Jure Velepec Zoran Ćosić Franjo Jakovac | 4x7,5 km estafette (m) | 17e       | 1:54.13,80 (+15.22,1) pen.: 3-15 (0-4 / 1-4 / 1-4 / 1-3) (28.28,7 / 28.32,2 / 28.30,5 / 28.42,4) |

### Bobsleeën
| Olympiër                                                               | Discipline                   | Resultaat | Prestatie                                       |
| ---------------------------------------------------------------------- | ---------------------------- | --------- | ----------------------------------------------- |
| Boris Rađenović Nikola Korica                                          | 2-mansbob (m) Joegoslavië I  | 24e       | 3.34,13 (+8,57) (53,85 / 54,01 / 53,05 / 53,22) |
| Zdravko Stojnić Siniša Tubić                                           | 2-mansbob (m) Joegoslavië II | 22e       | 3.34,02 (+8,46) (53,76 / 54,09 / 52,82 / 53,35) |
| Zdravko Stojnić Mario Franjić Siniša Tubić Nikola Korica               | 4-mansbob (m) Joegoslavië I  | 19e       | 3.26,48 (+6,26) (51,32 / 51,90 / 51,65 / 51,61) |
| Nenad Prodanović Ognjen Sokolović Zoran Sokolović Borislav Vujadinović | 4-mansbob (m) Joegoslavië II | 23e       | 3.28,31 (+8,09) (51,62 / 51,96 / 52,35 / 52,38) |

### Kunstrijden
| Olympiër         | Discipline | Resultaat | Prestatie                                                        |
| ---------------- | ---------- | --------- | ---------------------------------------------------------------- |
| Milan Begović    | mannen     | 21e       | 40,0 punten (verpl. figuren: 17 - korte kür: 22 - lange kür: 21) |
| Sandra Dubravčić | vrouwen    | 10e       | 17,4 punten (verpl. figuren: 8 - korte kür: 9 - lange kür: 9)    |

### Langlaufen
| Olympiër                                                  | Discipline            | Resultaat | Prestatie                                                   |
| --------------------------------------------------------- | --------------------- | --------- | ----------------------------------------------------------- |
| Ivo Čarman                                                | 15 km (m)             | 35e       | 45.04,0 (+3.38,4)                                           |
| Ivo Čarman                                                | 30 km (m)             | 40e       | 1:38.09,6 (+9.13,3)                                         |
| Dušan Ðuričić                                             | 15 km (m)             | 40e       | 45.24,6 (+3.59,0)                                           |
| Dušan Ðuričić                                             | 30 km (m)             | 44e       | 1:39.04,6 (+10.08,3)                                        |
| Dušan Ðuričić                                             | 50 km (m)             | 32e       | 2:28.23,4 (+12.27,6)                                        |
| Sašo Grajf                                                | 15 km (m)             | 48e       | 46.21,1 (+4.55,5)                                           |
| Jože Klemenčić                                            | 15 km (m)             | dq        | diskwalificatie                                             |
| Jože Klemenčić                                            | 30 km (m)             | 38e       | 1:37.40,1 (+8.43,8)                                         |
| Jože Klemenčić                                            | 50 km (m)             | 42e       | 2:35.22,4 (+19.26,6)                                        |
| Janež Kršinar                                             | 30 km (m)             | 51e       | 1:40.45,5 (+11.49,2)                                        |
| Janež Kršinar                                             | 50 km (m)             | 36e       | 2:30.16,2 (+14.20,4)                                        |
| Ivo Čarman Jože Klemenčić Janež Kršinar Dušan Ðuričić     | 4x10 km estafette (m) | 12e       | 2:04.42,8 (+9.36,5) (31.38,2 / 31.47,9 / 30.49,4 / 30.27,3) |
|                                                           |                       |           |                                                             |
| Jana Mlakar                                               | 5 km (v)              | 34e       | 18.54,1 (+1.50,1)                                           |
| Jana Mlakar                                               | 10 km (v)             | 30e       | 34.52,2 (+3.08,0)                                           |
| Metka Munih                                               | 5 km (v)              | 43e       | 20.12,0 (+3.08,0)                                           |
| Metka Munih                                               | 10 km (v)             | 43e       | 37.18,4 (+5.34,2)                                           |
| Metka Munih                                               | 20 km (v)             | 38e       | 1:13.35,8 (+11.50,8)                                        |
| Tatjana Smolnikar                                         | 5 km (v)              | 45e       | 20.21,8 (+3.17,8)                                           |
| Tatjana Smolnikar                                         | 10 km (v)             | 44e       | 37.58,1 (+6.13,9)                                           |
| Andreja Smrekar                                           | 5 km (v)              | 41e       | 19.41,7 (+2.37,7)                                           |
| Andreja Smrekar                                           | 10 km (v)             | 41e       | 36.10,4 (+4.26,2)                                           |
| Jana Mlakar Andreja Smrekar Tatjana Smolnikar Metka Munih | 4x5 km estafette (v)  | 10e       | 1:13.45,1 (+6.55,4) (18.17,5 / 18.04,3 / 18.52,0 / 18.31,3) |

### Noordse combinatie
| Olympiër       | Discipline | Resultaat | Prestatie                                                                                             |
| -------------- | ---------- | --------- | --- |
| Robert Kaštrun | mannen     | 27e       | 334,090 punten schans: 200,7 p 90,6 (77,0 m)+100,1 (83,0 m)+100,6 (86,0 m) 15 km: 133,390 p (56.09,4) |

### Rodelen
| Olympiër         | Discipline | Resultaat | Prestatie                                              |
| ---------------- | ---------- | --------- | ------------------------------------------------------ |
| Dušan Dragojević | mannen     | 16e       | 3.09,615 (+5,357) (47,480 / 47,332 / 47,465 / 47,338)  |
| Suad Karajica    | mannen     | 28e       | 3.18,288 (+14,030) (54,075 / 48,293 / 47,797 / 48,123) |
| Dajana Karajica  | vrouwen    | 17e       | 2.52,660 (+6,090) (43,901 / 43,250 / 42,890 / 42,619)  |

### Schaatsen
| Olympiër         | Discipline | Resultaat | Prestatie          |
| ---------------- | ---------- | --------- | ------------------ |
| Behudin Merdović | 500 m (m)  | 41e       | 46,34 (+8,15)      |
| Behudin Merdović | 1000 m (m) | 43e       | 1.33,33 (+17,53)   |
| Behudin Merdović | 1500 m (m) | 40e       | 2.19,25 (+20,89)   |
| Behudin Merdović | 5000 m (m) | dnf       | opgave             |
| Nenad Žvanut     | 500 m (m)  | 39e       | 42,55 (+4,36)      |
| Nenad Žvanut     | 1000 m (m) | 41e       | 1.26,63 (+10,83)   |
|                  |            |           |                    |
| Bibija Kerla     | 500 m (v)  | 32e       | 58,23 (+17,21)     |
| Bibija Kerla     | 1000 m (v) | 36e       | 1.51,06 (+29,45)   |
| Bibija Kerla     | 1500 m (v) | 32e       | 2.46,32 (+42,90)   |
| Bibija Kerla     | 3000 m (v) | 26e       | 5.37,67 (+1.12,88) |
| Dubravka Vukušić | 500 m (v)  | 31e       | 51,99 (+10,97)     |
| Dubravka Vukušić | 1000 m (v) | 38e       | 2.03,02 (+41,41)   |
| Dubravka Vukušić | 1500 m (v) | 31e       | 2.42,12 (+38,70)   |

### Schansspringen
| Olympiër        | Discipline         | Resultaat | Prestatie                                          |
| --------------- | ------------------ | --------- | -------------------------------------------------- |
| Vasja Bajc      | normale schans (m) | 17e       | 190,0 punten 94,8 p. (83,0 m) + 95,2 p. (82,0 m)   |
| Vasja Bajc      | grote schans (m)   | 15e       | 181,4 punten 99,6 p. (103,5 m) + 81,8 p. (94,0 m)  |
| Tomaž Dolar     | grote schans (m)   | 11e       | 185,7 punten 93,8 p. (101,5 m) + 91,9 p. (100,5 m) |
| Bojan Globočnik | normale schans (m) | 40e       | 166,3 punten 91,5 p. (80,0 m) + 74,8 p. (73,0 m)   |
| Miran Tepeš     | normale schans (m) | 27e       | 183,1 punten 92,6 p. (81,0 m) + 90,5 p. (80,0 m)   |
| Miran Tepeš     | grote schans (m)   | 45e       | 130,7 punten 47,0 p. (77,0 m) + 83,7 p. (95,0 m)   |
| Primož Ulaga    | normale schans (m) | 57e       | 130,9 punten 35,4 p. (59,0 m) + 95,5 p. (82,5 m)   |
| Primož Ulaga    | grote schans (m)   | 13e       | 185,2 punten 89,3 p. (99,0 m) + 95,9 p. (103,0 m)  |

### IJshockey
| Olympiër | Discipline | Resultaat | Prestatie |
| --- | ---------- | --------- | --- |
| Andrzej Vidmar Blaž Lomovšek Bojan Razpet Cveto Pretnar Dejan Burnik Drago Horvat Drago Mlinarec Eduard Hafner Gorazd Hiti Igor Beribak Peter Klemenc Ivan Ščap Jože Kovač Marjan Gorenc Matjaž Sekelj Murajica Pajić Mustafa Bešić Tomaž Lepša Vojko Lajovec Zvone Šuvak | mannen     | 11e       | Voorronde groep A: 1- 8 Joegoslavië - Bondsrepubliek Duitsland 0-11 Joegoslavië - Zweden 1- 9 Joegoslavië - Sovjet-Unie 5- 1 Joegoslavië - Italië 1- 8 Joegoslavië - Polen |

Andorra · Argentinië · Australië · België · Bolivia · Bondsrepubliek Duitsland · Britse Maagdeneilanden · Bulgarije · Canada · Chili · China · Chinees Taipei · Costa Rica · Cyprus · Duitse Democratische Republiek · Egypte · Finland · Frankrijk · Griekenland · Groot-Brittannië · Hongarije · IJsland · Italië · Japan · Joegoslavië · Libanon · Liechtenstein · Marokko · Mexico · Monaco · Mongolië · Nederland · Nieuw-Zeeland · Noord-Korea · Noorwegen · Oostenrijk · Polen · Puerto Rico · Roemenië · San Marino · Senegal · Sovjet-Unie · Spanje · Tsjecho-Slowakije · Turkije · Verenigde Staten · Zuid-Korea · Zweden · Zwitserland